# Мицо Бърдаров
Димитър (Мицо) Христов Бърдаров е български революционер, деец на Вътрешната македоно-одринска революционна организация.

## Биография
Роден е в 1880 (или 1877) в Кукуш, тогава в Османската империя, днес Килкис, Гърция. Заедно с братята си Атанас и Гоце още в 1898 година се присъединява към ВМОРО. Действа като легален деец до 1903 година, когато след Солунските атентати е принуден да стане нелегален и се присъединява към четата на Апостол Петков. Участва активно в Илинденско-Преображенското въстание през лятото на 1903 година и се сражава в голямата битка при Грамадна. След оттеглянето на четата на Апостол войвода в Паяк се присъединява към четата на Трайко Йотов, която действа в Кукушко. През есента заедно с цялата чета се оттегля в Свободна България.
В 1904 година, след дадената обща амнистия, се завръща в Османската империя и се установява в Солун, където като легален продължава да се занимава с революционна дейност.
При избухването на Балканската война в 1912 година Бърдаров, който живее в Солун, е доброволец в Македоно-одринското опълчение и се присъединява към Солунския доброволчески отряд, оглавен от брат му Гоце. По-късно служи в 3-та рота на 15-а щипска дружина. През Междусъюзническата война в Дойран се присъединява към Сборната партизанска рота на МОО, под командата на Васил Чекаларов, която минава Вардар и се сражава с гръцки части.
Участва в Първата световна война с 10-а пехотна беломорска дивизия на Българската армия.
На 18 март 1943 година вдовицата му Александра, на 53 години, родена в Кукуш и жителка на Пловдив, подава молба за българска народна пенсия, която е одобрена и отпусната от Министерския съвет на Царство България.